# Bazen u Gružu
Bazen u Gružu olimpijski je bazen dimenzija 50 metara dužine, 25 metara širine i 2,5 metara dubine. Smješten je u dubrovačkom gradskom naselju i gradskom kotaru Gruž. Smatra se jednim od najmodernijih sportskih objekata za vodene sportove u Europi.

## Povijest
Gradnja bazena započela je krajem pedesetih godina 20. stoljeća a dovršena je 1961. godine. Svečano otvaranje bazena bilo je 4. srpnja 1961. godine.
Bazen je dugo vremena bio bez krova i neopremljen sjedištima, pa se pristupilo rekonstrukciji. Dana 15. ožujka 2005. nakon djelomične rekonstrukcije ponovno je otvoren. Novi je bazen opremljen udobnim sjedištima i pomičnim krovom kojeg je moguće otvarati i zatvarati.
Rekonstrukcija bazena izvodila se u šest faza a dovršena je rekonstrukcijom hotela Stadion koji se nalazi u sastavu bazena te ugradnjom olimpijskih startnih blokova za međunarodna plivačka natjecanja. U potpunosti je osposobljen i opremljen za sva vaterpolska natjecanja.

## Kapacitet
Gruški bazen na svoje tribine prima oko 2500 gledatelja ali kapacitet se može povećati dodavanjem montažnih tribina pa u tom slučaju iznosi oko 3000 gledatelja.

## Klubovi
Bazenom se danas koriste vaterpolski klub Jug, vaterpolski klub Bellevue, ženski vaterpolski klub Jug i plivački klub Jug, svi iz Dubrovnika.

## Zanimljivosti
Gruški bazen je poseban jer se puni vodom iz vlastitog podzemnog slatkovodnog izvora.

## Vanjske poveznice
- Priča o vaterpolo klubu Jug